# コールドゲーム
コールドゲーム（called game）は、野球、クリケット、水球などのスポーツの試合において、何らかの理由により、審判員が打ち切りを命じた試合のことである。

## 概要
試合中に降雨、降雪、濃霧、その他、自然災害や球場での諸事故、日没（照明施設のない球場のみ）でこれ以上の試合続行は難しい状況となった場合や、規定によって定められた一定の点差が広がって逆転することが著しく困難な場合など、なんらかの事情でこれ以上の試合続行をしないと判断した場合、球審は試合の打ち切りを命じることができる。試合終了を宣告する権限は、球審にのみ与えられている。
野球においては、イニングの途中で（即ち第3アウトが成立する前に）打ち切りとなった場合、スコア記録にはサヨナラゲームと同じように「x」マークが付く。
アルティメットにおいては、大会毎に定められた得点をどちらかのチームが先取した場合に起こる。
カーリングにおいては、コールドに近いルールとしてコンシード（ギブアップとも）があり、大差がついて逆転が困難になった場合に起こるが、チーム側が自主的に宣言するものであるため「投了」に近い。また残りエンド数×8+1点差が付くと逆転不可能になるため終了となる。

## 野球・ソフトボール

### 点差によるコールドゲーム
点差によるコールドゲームが設定されている場合、試合成立となる回以降、イニングごとに設定された以上の点差で終了した時点で試合終了となる。
先攻チームがコールド勝ちする場合
後攻チームの攻撃終了（3アウト）を以って終了となる。
後攻チームのコールド勝ちとなる場合
- 試合成立となる回より前までに既定の点差がついている場合は成立回表の攻撃終了を以って試合終了となる（例えば、5回10点差コールドの場合、4回までに10点以上取っており、5回表を10点以上のリードを保持したまま終了させれば、その時点でコールド成立、試合終了となる）。
- 規定回以降の攻撃中に規定の点差がついた場合は、その点差がついた時点で終了となる。ただし、柵越え本塁打で打者と走者に4個の安全進塁権が与えられたときは、打者走者が生還するまで行われる。基本的に、サヨナラゲームに準じている。

### 天災・日没でのコールドゲームのルール
天候悪化・日没等の理由で球審が試合を打ち切った時、試合が規定のイニングを終了していれば正式試合として認められる。公認野球規則では試合成立の規定を5回としているが、大会の規定等により5回でない場合もありえる。
球審は通常の試合終了と同様に、片方のチームがリードした状態なら「ゲーム」、同点で終了した場合は「タイゲーム」を宣告し、試合を終了させる。各種記録はそのまま有効となるが、ノーヒットノーラン（完全試合を含む）については公式な達成記録としては扱われず参考記録とされる。
規定のイニングを終了していない場合は、球審は「ノーゲーム」またはサスペンデッドゲーム を宣告する。ノーゲームの場合は試合は無効となり全ての記録が破棄される（ただし、退場の記録は残る）。サスペンデッドゲーム（一時停止試合）の場合は全ての記録を保持しておき、後日改めてその時点から再開する。球審がどちらを宣告するかは公認野球規則または大会の規定等に基づく。

#### 具体例
以下の例は日本プロ野球の場合で紹介する。
例1（ノーゲームとなる場合）
5回裏の攻撃が完了せずに試合が打ち切られた場合、原則としてノーゲームとなり、全ての記録が無効になる。
- スコア例1-1

|            | 1 | 2 | 3 | 4 | 5  | R   |
| ---------- | - | - | - | - | -- | --- |
| 先攻チーム | 1 | 0 | 0 | 0 | 0  | (1) |
| 後攻チーム | 1 | 0 | 0 | 0 | 0x | (1) |

- スコア例1-2

|            | 1 | 2 | 3 | 4 | 5  | R   |
| ---------- | - | - | - | - | -- | --- |
| 先攻チーム | 3 | 0 | 0 | 0 | 0  | (3) |
| 後攻チーム | 1 | 0 | 0 | 0 | 1x | (2) |

例2（正式試合として成立する場合）
下記の場合に試合成立となる。
1. 5回裏が終了している場合
2. 5回表終了時または5回裏途中に打ち切られた試合で、後攻チームがリードしている場合（スコア例2-1、スコア例2-2）
3. 5回裏に後攻チームが同点に追いついた状態で試合が打ち切られた場合 (スコア例2-3)

- スコア例2-1

|            | 1 | 2 | 3 | 4 | 5 | R |
| ---------- | - | - | - | - | - | - |
| 先攻チーム | 1 | 0 | 0 | 0 | 0 | 1 |
| 後攻チーム | 2 | 0 | 0 | 0 | X | 2 |

- スコア例2-2

|            | 1 | 2 | 3 | 4 | 5  | R |
| ---------- | - | - | - | - | -- | - |
| 先攻チーム | 2 | 0 | 0 | 0 | 0  | 2 |
| 後攻チーム | 1 | 0 | 0 | 0 | 2x | 3 |

- スコア例2-3（本来のルールではサスペンデッドゲームとなる。日本では所属する団体の規定に従うこととなっており、日本プロ野球では引き分けとなる）

|            | 1 | 2 | 3 | 4 | 5  | R |
| ---------- | - | - | - | - | -- | - |
| 先攻チーム | 3 | 0 | 0 | 0 | 0  | 3 |
| 後攻チーム | 1 | 0 | 0 | 0 | 2x | 3 |

例3（表・裏の攻撃が終了しなかったイニングの記録が有効となる場合）
正式試合として成立した試合がその後のイニングが成立せずに打ち切られた場合、最終均等回終了時点での勝敗に影響しない限り、途中で打ち切られたイニングの記録は有効となる。
1. 先攻チームがリードした状況で、次の回に後攻チームが同点に追いつくか逆転するかに至らなかった場合（先攻チームが追加点を上げた場合や後攻の攻撃がなかった場合も含む。例3-1、3-2）
2. 後攻チームがリードした状況で、次の回に先攻チームが追いつくに至らなかった場合（例3-3）

- 1964年までは得点内容に関わらずその回の表・裏両方を終了して初めて成績が成立（後攻チームがリードしている場合は表の攻撃を完了しても成立）することになっていたが、1965年にルールが見直されて、現行のルールとなった。
- スコア例3-1

|            | 1 | 2 | 3 | 4 | 5 | 6  | R |
| ---------- | - | - | - | - | - | -- | - |
| 先攻チーム | 3 | 0 | 0 | 0 | 0 | 1x | 4 |
| 後攻チーム | 1 | 0 | 0 | 0 | 0 |    | 1 |

- スコア例3-2

|            | 1 | 2 | 3 | 4 | 5 | 6  | R |
| ---------- | - | - | - | - | - | -- | - |
| 先攻チーム | 3 | 0 | 0 | 0 | 0 | 1  | 4 |
| 後攻チーム | 1 | 0 | 0 | 0 | 0 | 2x | 3 |

- スコア例3-3

|            | 1 | 2 | 3 | 4 | 5 | 6  | R |
| ---------- | - | - | - | - | - | -- | - |
| 先攻チーム | 1 | 0 | 0 | 0 | 0 | 1x | 2 |
| 後攻チーム | 3 | 0 | 0 | 0 | 0 |    | 3 |

例4（表・裏の攻撃が終了しなかったイニングの記録が有効とならない場合）
途中で打ち切られたイニングが下記に該当する場合は、そのイニングの記録は全て無効になる。
1. 先攻チームがその回の表に同点に追いついたが、後攻チームがその回の裏にリードを奪い返せなかった場合 (スコア例4-1)
2. 先攻チームがその回の表にリードを奪ったが、後攻チームがその回の裏に同点に追いつくこともリードを奪い返すこともできなかった場合 (スコア例4-2、スコア例4-3)

なお、このルールは日本独自のもの であり、本来のルールではサスペンデッドゲームとなる。
- スコア例4-1（本来のルールではサスペンデッドゲームとなる）

|            | 1 | 2 | 3 | 4 | 5 | 6    | R |
| ---------- | - | - | - | - | - | ---- | - |
| 先攻チーム | 1 | 0 | 0 | 0 | 0 | (2x) | 1 |
| 後攻チーム | 3 | 0 | 0 | 0 | 0 |      | 3 |

- スコア例4-2（本来のルールではサスペンデッドゲームとなる）

|            | 1 | 2 | 3 | 4 | 5 | 6    | R |
| ---------- | - | - | - | - | - | ---- | - |
| 先攻チーム | 1 | 0 | 0 | 0 | 0 | (2)  | 1 |
| 後攻チーム | 1 | 0 | 0 | 0 | 0 | (1x) | 1 |

- スコア例4-3（本来のルールではサスペンデッドゲームとなる）

|            | 1 | 2 | 3 | 4 | 5 | 6    | R |
| ---------- | - | - | - | - | - | ---- | - |
| 先攻チーム | 1 | 0 | 0 | 0 | 0 | (3)  | 1 |
| 後攻チーム | 2 | 0 | 0 | 0 | 0 | (1x) | 2 |

### コールドゲームの運用に対する考え方

#### 日本プロ野球
日本野球機構管轄のプロ野球では点差によるコールドゲームは認められておらず、どんなに一方的な展開になっても続行不能（天候不順など）もしくは没収試合にならない限り9回まで必ず行われる。1970年頃まではナイターであってもダブルヘッダーなどの影響で規定の時間が過ぎた場合、9回を終えなくてもその時点にてコールドとする場合もあったが、時間制限が厳しくなったオイルショック以後は時間制限によるコールドゲームは廃止され、雨天などの災害を例外として9回までは必ず行うようになった。
天候悪化や諸事故、日没によって試合続行が不可能と判断された時点、具体的には中断宣言から30分経過後、再開不可能と判断されれば試合が打ち切られる。5回が成立していれば試合成立、5回以前に試合続行不能に陥った場合はノーゲームとなる。ただ、試合続行の可否は審判に決定権がある。不成立イニングの得点状況によっては30分どころか1時間以上中断しても打ち切らずに再開することもある。
- 二軍の一部試合では、制限時間オーバーでコールドゲームとなることもある（一軍との親子ゲームで一軍の試合より先に行われた場合、地方球場開催など。続けると一軍の試合が始められない場合）。また9回終了時点で、両軍の監督の話し合いにより試合を打ち切る場合もある。
- 以前はナイター開催の場合、所定の時刻を過ぎると新しいイニングに入らず時間切れコールドゲームとしたこともあった（各リーグの記事より規程を参照）。
- 日本シリーズでのコールドゲームは1962年10月16日に神宮球場で行われた第3戦、東映フライヤーズ－阪神タイガースが2-2の延長14回に日没のため引き分けコールド、2005年10月22日千葉マリンスタジアムで行われた千葉ロッテマリーンズ－阪神タイガース第1戦が濃霧による7回途中コールドなど4回の事例がある（時間切れコールドを除く）。
- オールスター2007年第2試合（フルキャスト宮城　デーゲーム）は時折強い雨が降る中行われたが、8回表途中で打ち切りとなり11-5でセ・リーグ選抜の勝ちとなった。
- オープン戦では、2011年3月11日に起こった東北地方太平洋沖地震（14時46分発災）のため、同日横浜スタジアムで行われた横浜ベイスターズ－東京ヤクルトスワローズの7回表が始まる直前に、また明石球場で行われた東北楽天ゴールデンイーグルス－千葉ロッテマリーンズの8回表終了時点に、コールドとなった事例がある[9]。明石球場は直接地震に襲われたわけではなかったが、楽天の地元である宮城県が震災に見舞われ、選手の家族の安否を確認する必要が生じたため[10]。
- 2013年のセントラル・リーグクライマックスシリーズから、対戦するチームの順位上位チーム（1stステージ=2位、ファイナルステージ=1位）が勝ち抜けのかかる試合（いずれも順位上位チームのホームゲーム）に関しては、「延長12回表終了時に同点」であるか、「延長12回表で先攻チーム（対戦チーム間下位）がリードし、その裏に同点に追いついた場合」は、その時点で試合を打ち切るとする特別コールドゲーム[11] を採用する[12][13]。パ・リーグでも2015年のパシフィック・リーグクライマックスシリーズよりこのルールが適用される[14]。2020年以前は適用例が前者の1例であったが、2021年には9回打ち切りの影響もあって3例と激増した。また、初めて後者の事例が適用になった。

#### アジアシリーズ
悪天候等によるコールドゲームに加えて、予選リーグのみ点差によるコールドゲーム規定がある。7回以降で10点差以上離れた場合に適用される。
- 第1回アジアシリーズ2日目・第2試合（2005年11月11日）の興農ブルズ（チャイニーズタイペイ）－千葉ロッテマリーンズ（日本）が適用第1号となった。スコアは以下の通り。

|            | 1 | 2 | 3 | 4 | 5 | 6 | 7 | R  |
| ---------- | - | - | - | - | - | - | - | -- |
| 千葉ロッテ | 1 | 2 | 0 | 0 | 3 | 1 | 5 | 12 |
| 興農       | 0 | 0 | 0 | 0 | 0 | 1 | 0 | 1  |

1. （7回裏終了規定によりコールドゲーム）

#### メジャーリーグ
メジャーリーグも日本同様5回成立以降の悪天候でコールドゲームとなるが、表のチームが同点または逆転、裏のチームが同点の状態であればサスペンデッドゲームとなる。
ダブルヘッダー開催時は第1試合がコールドゲームになると、第2試合は中止となる。

#### ワールド・ベースボール・クラシック
天災によるコールドゲームに加え、予選第1次、第2次リーグに限り、5・6回は15点差以上、7・8回の場合は10点差以上がついた場合に大会規定でコールドゲームが適用される。決勝トーナメント（2013年は決勝戦のみ）は得点差コールドは認めない。
第2回ワールド・ベースボール・クラシックの第1ラウンドにおいて、日本は韓国に対して14-2のスコアで初めて7回コールドゲームで勝利した。第2ラウンドでも、プエルトリコが米国を11-1の7回コールドゲームで降す大波乱が起きた。

#### 日本の独立リーグ
基本は天災・日没によるコールドゲームであるが、2023年時点では得点差コールドを実施するリーグも複数存在する。

#### アマチュア野球
アマチュア野球では点差によるコールドゲームと天災・日没によるコールドゲームを併用しているところが多い。天災・日没の場合は7回以降の攻撃終了時点で適用される。ただしトーナメントの場合、決勝戦ではコールドゲームを適用しない大会がある。
- 社会人野球の3大大会では、決勝戦を除き、7回・8回終了時で10点以上の点差がついていた場合に適用される。それ以外の大会では7回7点差であったり、5回10点差・7回7点差など、主催者によりコールドゲームの適用は異なる。
- 大学野球では東京六大学、東都大学、関西学生、関西六大学の各リーグでは点差コールドは認められていないが、降雨などの天災によるコールドゲームは認められる。それ以外のリーグでは点差と天災のコールドゲームを併用している場合もある。全日本大学野球選手権大会では準決勝・決勝を除き5回以降10点差以上・7回以降7点差以上で、明治神宮野球大会では準決勝・決勝を除き7回以降7点差以上で適用される。
- 高校野球（硬式野球）では、甲子園球場での全国大会において、点差コールドは認められていない。降雨などの天災によるコールドゲームのみが、7回終了時点を以て適用されている。なお、高野連の主催ではない明治神宮野球大会では、上述の大学の部と同じルールが適用されている。決勝戦では、甲子園の全国大会と及び各都道府県の地方大会において、9回を終了しなければノーゲームとされ、延長戦突入後は降雨などの天災以外でのコールドゲームは適用されない。このため、決勝戦の試合途中で大量の得点差でリードされていても、天災の理由で試合続行が不可能になると、このルールのためノーゲームとなり、再試合で優勝出来るチャンスが有り得る。地方大会では適用の仕方がばらばらであったが、2000年度からは日本高校野球連盟通達によりコールドを採用する場合は「5回以降は10点差以上、7回以降は7点差以上ついた場合」と全国で統一されている（ただし採用するかしないかは、統一されていない）。かつては東京都大会において、3回以降は15点差以上でコールドゲームが適用されていた。2022年度からは全国大会ではノーゲームおよびコールドゲームは適用されなくなり、継続試合（サスペンデッドゲーム）として翌日以降に再開するように変更された。
- 軟式野球では、明石球場（現・明石トーカロ球場）及び高砂球場での全国大会において、かつて得点差によるコールドゲームは認められていなかった。しかし2011年から、7回以降10点以上の得点差がついた時にコールドゲームが適用される。降雨など天災によるコールドゲームは、7回終了時点を以て適用されている。なお地方予選大会では天災によるコールドゲームはもちろん、大会種別にもよるが、7回以降7点差のコールドゲームが適用される。
- オリンピック（プロ出場可）も社会人と同じで、7・8回で10点差以上がついた場合に適用された。

#### 女子野球
- 日本女子プロ野球機構では2013年から参加4チームによる「ティアラカップ」（トーナメント制）で、基本7回までとしながら、試合開始から1時間45分経過した時点でのイニング完了をもってコールドゲームとしていた（雨天の場合は5回完了で成立。得点差によるコールドはなし）。同連盟主催の東西対抗戦「ヴィクトリアシリーズ」については雨天を除きコールドを認めていなかった。
- 女子野球ジャパンカップでは日本女子プロ野球の「ティアラカップ」と同じルールに加え、得点差（4・5回10点差以上、6回7点差以上）でのコールドを制定していた。
- 全日本女子野球連盟管轄の大会では、3・4回で10点差以上、5・6回で7点差以上がついた場合にコールドゲームとしている[18]（ただし、大会により異なる場合がある）。

## クリケット
- クリケットのテストマッチ（いわゆるテスト・クリケット）は5日かけて試合を進めるが、点差が大きく開いた場合、最短3日で試合終了となる。

## 水球
- 水球においても規定により15点差（地区大会などでは10点差）が付いた場合にコールドゲームが適用される。

## バスケットボール
- 2006年12月18日にチェイス・フィールドで行われた全米大学体育協会の女子バスケットボールの試合、アリゾナ州立大学対テキサス工科大学戦が、雨のため残り4分18秒前で打ち切り。最終結果は61-45でアリゾナ州立大の勝ち。

## サッカー
- かつてFIFAワールドカップの予選で、前半終了時において5点以上離れていた場合は、コールドゲームが適用されていた。現在はその規定は無く、点差に関係なく後半は必ず行われる。
- 2008年7月29日に行われたキリンチャレンジカップ北京オリンピック壮行試合日本vsアルゼンチン戦、後半39分に雷雨のため試合は打ち切られ、1-0でアルゼンチン勝利のコールドゲームで終えた。